# سيد كاظم حميد
سيد كاظم حميد لاعب كرة قدم بحريني يلعب حاليا لصالح نادي الدرجة الأولى النجمة البحريني في خط الدفاع.